# Collinsonia verticillata
Collinsonia verticillata là một loài thực vật có hoa trong họ Hoa môi. Loài này được Baldwin ex Elliott mô tả khoa học đầu tiên năm 1816.